# Tetrapterys magnifolia
Tetrapterys magnifolia là một loài thực vật có hoa trong họ Malpighiaceae. Loài này được Ruiz ex Griseb. miêu tả khoa học đầu tiên năm 1849.